# Anti-Flag

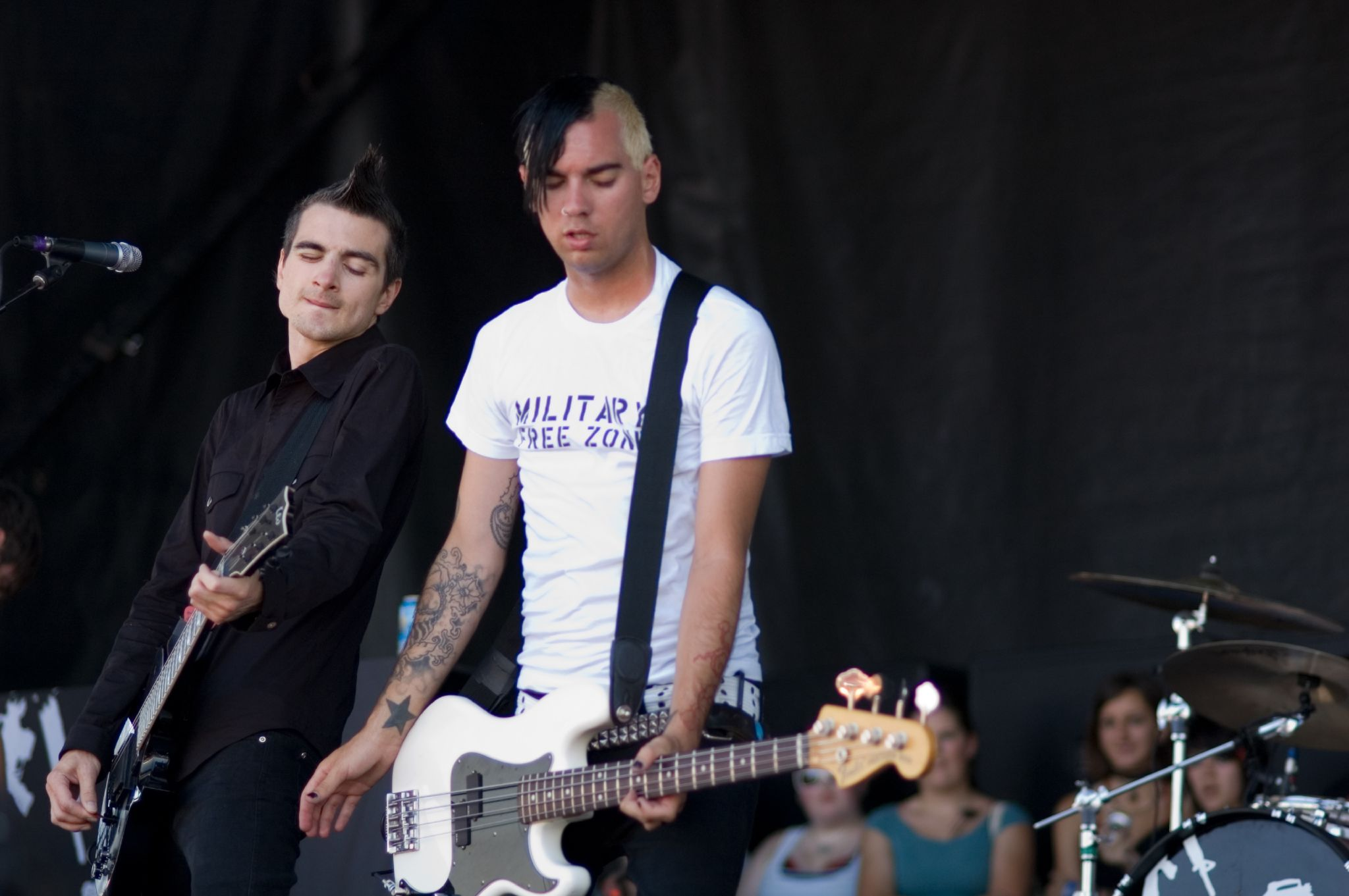
Anti-Flag

反旗乐队是美国的一个乐队，在1988年由Justin Sane和Pat Thetic在他们的家乡賓夕法尼亞州匹茲堡组成。
2023年，因针对其主唱Justin的复数性侵指控，反旗乐队在其欧洲巡演中突然宣布解散。

## 樂隊介紹
乐队名字体现了两个人在故乡的经历：Justin和Pat在参加当地hardcore演出的时候，经常看到身着印有美国国旗夹克的演出赞助商高呼“自由不等于法西斯”的口号，然而这些赞助商却会常常参与打击“反对派”的暴力活动。Justin和Pat看到了挥舞的美国国旗，同时也看到一个法西斯式的镇压工具。

### 1990年代
1993年，由于Andy Flag的加入，乐队重新组合，Andy担任当时乐队的贝司手。1996年，乐队在New Red Achives旗下录制了第一张专辑，名为Die For The Government。由于Andy和Justin为私人问题的争吵，专辑发布不久后，Andy Flag离开了乐队。
1997年，音乐人Chris Head接替了Andy贝司手职位。Jamie Cock在98年加入，成为新的贝司手，Chris随之担任了乐队第二吉他手。1999年Jamie Cock被新入队的Chris Barker代替，形成了乐队现在的阵容。
同年，Anti-Flag在Go-Kart Records/A-F Records发行了专辑A New Kind of Army（A-F Records为Anti-Flag个人旗下录音室）。此专辑反映了种族歧视，法西斯主义以及问题青年与警察间的暴力冲突等问题。展开专辑封面便得到一张标有“Too smart to fight. Too smart to kill. Join now. A new kind of army.”字样的海报。

### 2000年以後
2000年，Anti-Flag应邀参加Vans Warped Tour（极限运动音乐节）。在此期间，乐队成员结识了拥有Fat Wreck Chords录音室的大牌朋克明星Fat Mike（NOFX乐队主唱）。这次邂逅产生的友谊，孕育出Anti-Flag在Fat Wreck Chords旗下的两张专辑。
2001年，乐队专辑Underground Network在Fat Wreck Chords的发行，引起了人们对Anti-Flag从hardcore underground转型到mainsream（主流）的争议。这张专辑再次发起了对法西斯主义（确切的讲是新纳粹主义渗透中的“hardcore scene”）和美国对外方针的争论。它是当时第一个带有来自历史政治家散文的小册子，最著名的有Howard Zinn教授。
2002年，Anti-Flag在A-F Rocords旗下发行了Mobilize.这张专辑中的新歌以及来自其他专辑歌曲的现场版都非常有特色。当美国被911恐怖事件惊醒后，Anti-Flag大胆的批露美国政府的战争激流，在此期间，很多音像店把Anti-Flag的唱片从架子上取下来，仿佛他们的音乐是在“反美”。
2003年，乐队发行唱片The Terror State。此唱片主要聚焦于对Bush政府处理“反恐怖袭击事件”的批判。另外，唱片还夹带了一个带有乐队政治观点的小册子。这张专辑包括一首由Woody Guthrie作词的歌曲“Post-War Breakout”。由于Guthrie从来没有创作过曲，所以谱曲部分由Anti-Flag成员完成。而且，第一版唱片中包括一首名为“Fuck the Flag”的附加歌曲。
2004年10月8日，美国众议员Jim Mcdermott在众议院作演讲时赞扬了Anti-Flag，高度评价了乐队为鼓励青年人投票而做出的努力。
2005年Anti-Flag与RCA（BMG公司）录音室签下两张唱片录制的合同。其中的For blood and Empire发行于2006年3月21日。该专辑主要批判了美国政府对恐怖袭击事件采取的不正确行动。其中歌曲“This is the end(For You My Frend)”被用于“Madden NFL 2007”和“NHL 07”两个游戏中。
贯穿Anti-Flag的事业，很多其他乐队相继加入A-F Records录音室，其中包括"The code","Much the Same","The Vacancy","The Unseen"等。